# 陈增敬
陈增敬，山东大学数学学院教授、院长，主要从事金融数学、计量经济学等方面的研究。担任中国数学会理事等职，中国教育部第六批“长江学者”特聘教授。曾获得国家自然科学二等奖等奖项。